# Хосе Луїс Родрігес (футболіст, 1998)
Хосе Луїс Родрігес (ісп. José Luis Rodríguez, нар. 19 червня 1998, Панама) — панамський футболіст, півзахисник клубу «Гент».
Виступав, зокрема, за клуб «Чоррільйо», а також національну збірну Панами.

## Клубна кар'єра
Народився 19 червня 1998 року в місті Панама. Вихованець футбольної школи клубу «Чоррільйо». Дорослу футбольну кар'єру розпочав 2015 року в основній команді того ж клубу, в якій провів один сезон, взявши участь у 16 матчах чемпіонату. 
Влітку 2016 року Хосе на правах оренди перейшов у бельгійський «Гент», де почав виступати за дублерів. 9 грудня 2016 року клуб викупив його трансфер.

## Виступи за збірну
30 травня 2018 року дебютував в офіційних іграх у складі національної збірної Панами в товариському матчі проти збірної Північної Ірландії, а вже наступного місяця поїхав зі збірною на чемпіонат світу 2018 року у Росії.
| Дата       | Місто  | Господарі | Результат | Гості             | Турнір           | Голи | Примітки |
| ---------- | ------ | --------- | --------- | ----------------- | ---------------- | ---- | -------- |
| 29-05-2018 | Панама | Панама    | 0 – 0     | Північна Ірландія | товариський матч | -    | 60'      |
| Усього     |        | Матчів    | 1         |                   | Голів            | 0    |          |